# یواس‌اس پراوس (ای‌ام-۲۸۰)
یواس‌اس پراوس (ای‌ام-۲۸۰) (به انگلیسی: USS Prowess (AM-280)) یک کشتی بود که طول آن ۱۸۴ فوت ۶ اینچ (۵۶٫۲۴ متر) بود. این کشتی در سال ۱۹۴۴ ساخته شد.